# Erebia infradiffusa
Erebia infradiffusa är en fjärilsart som beskrevs av Ruggero Verity 1953. Erebia infradiffusa ingår i släktet Erebia och familjen praktfjärilar. Inga underarter finns listade i Catalogue of Life.